# Baka (herb szlachecki)
Baka (Baha) – polski herb szlachecki, odmiana herbu Masalski.

## Opis herbu
W polu błękitnym krzyż łaciński srebrny zaćwieczony na takimż inicjale "M" z takąż gwiazdą pod nim. Klejnot: Trzy pióra strusie. Labry błękitne, podbite srebrem.

## Najwcześniejsze wzmianki
Z 1520 roku pochodzi wzmianka o Ostafim Bace, namiestniku wołkowyskim.

## Herbowni
Augustynowicz, Baka – Baha, Bakanowski.